# Jay White
Jamie White (nacido el 9 de octubre de 1992) es un luchador profesional neozelandés, conocido por su nombre en el ring Jay White, quien trabaja actualmente en All Elite Wrestling, es conocido por su paso por la  empresa de lucha libre profesional New Japan Pro-Wrestling (NJPW) y por sus apariciones en Impact Wrestling (IW). 
Después de comenzar su carrera en 2013, White se unió a NJPW al año siguiente como un young lion (denominativo designado a los jóvenes promesas de NJPW; o «joven león», por su traducción al español). En junio de 2016, White se fue a una excursión de aprendizaje en el extranjero, durante la cual trabajó principalmente para la promoción estadounidense Ring of Honor (ROH) y las promociones de Revolution Pro Wrestling (RevPro) a través de las asociaciones internacionales de NJPW. White finalmente regresó a NJPW en noviembre de 2017.
Entre sus logros ha sido dos veces campeón mundial al ser Campeón Peso Pesado de la IWGP y Campeón Mundial Peso Pesado de IWGP, siendo el luchador extranjero con más títulos en la promoción. También fue una vez Campeón Intercontinental de la IWGP, una vez Campeón Peso Pesado de los Estados Unidos de IWGP y una vez  Campeón de Peso Abierto NEVER.

## Carrera

### Inicios
White estuvo inicialmente entrenado bajo en The UK Kid en Varsity Pro Wrestling a principios de 2013, e hizo su debut profesional el 19 de febrero, trabajando para VPW y All Star Wrestling, entre otras promociones.

### New Japan Pro-Wrestling (2015-2016, 2017-presente)

#### 2015-2016
White se fue a Japón en la víspera de Año Nuevo de 2014, comenzó su entrenamiento como un joven león a su llegada, y debutó con NJPW el 30 de enero de 2015, perdiendo ante Alex Shelley. White perdió todos menos ocho combates en 2015, como es común para los leones jóvenes en NJPW.
En 2016, White comenzó a ganar más victorias, y el 27 de marzo compitió en su mayor partido ese día cuando fue derrotado por el entonces Campeón Intercontinental de la IWGP Kenny Omega en una lucha no titular. El último combate de White en NJPW tuvo lugar el 19 de junio de 2016 en Dominion 6.19 en Osaka-jo Hall, cuando él, David Finlay, Jr., y Juice Robinson fueron derrotados por Satoshi Kojima, Hiroyoshi Tenzan y Manabu Nakanishi. White dejó la empresa para su excursión a los Estados Unidos la semana siguiente.

#### 2017-2018

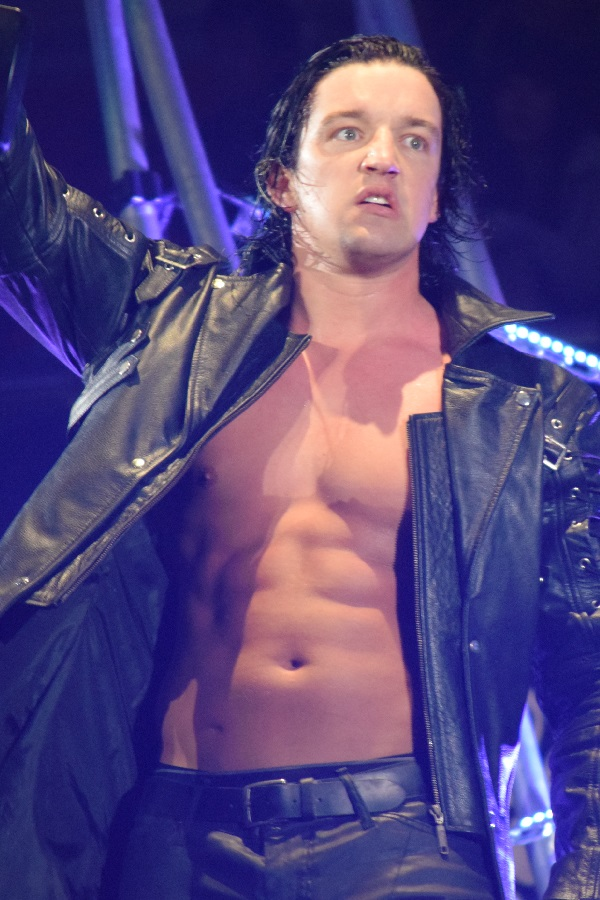
White en noviembre de 2017.

El 5 de noviembre de 2017 en Power Struggle, White regresó a NJPW como heel siendo el misterioso "Switchblade", que había sido objeto de burlas durante los últimos meses, White desafió a Hiroshi Tanahashi por el Campeonato Intercontinental de la IWGP en Wrestle Kingdom 12. El 4 de enero, White fue derrotado por Tanahashi en su lucha por el título.
El 5 de enero, Jay se burló de unirse al Bullet Club; sin embargo, White traicionó a Kenny Omega al golpearlo con un Blade Runner. Un día más tarde se unió a la facción del CHAOS para enfrentarse al Bullet Club y Kenny Omega, alegando que necesitaba apoyo en su lucha contra el Bullet Club. El 28 de enero en el evento de The New Beginning in Sapporo, White venció a Kenny Omega coronándose como Campeonato Peso Pesado de los Estados Unidos de IWGP. El 25 de marzo, pasó a defender el título por primera vez contra Hangman Page en Strong Style Evolved en Long Beach, California. White haría su segunda defensa de título exitosa contra David Finlay en Road to Wrestling Dontaku. White haría su tercera defensa del título derrotando a Punishment Martinez durante el ROH/NJPW War of the Worlds en Toronto, Canadá. En Dominion 6.9 in Osaka-jo Hall, White sufrió una pérdida de caída de alfiler en un combate de equipo por equipo con Juice Robinson. Debido a esto, White perdió el título de Juice en el G1 Special: San Francisco.
El 23 de septiembre en Destruction in Kobe, White atacó a Tanahashi después de su defensa de su maletín G1, y luego atacó a Okada. El antiguo mánager de Okada, Gedo, salió corriendo para salvar a Okada, pero cambio a heel hacia él golpeándolo con una silla y alineándose con White. El 8 de octubre en King of Pro-Wrestling, White fue derrotado por Hiroshi Tanahashi . Después del combate, se unió a Firing Squad BC y se procedió a atacar a Kazuchika Okada y se unió al Bullet Club junto con Jado y su mánager Gedo.

#### 2019-presente
En Power Struggle, White desafió a Okada a un mano a mano en Wrestle Kingdom 13, que ganó. En New Year Dash!!, White derrotaría a Tanahashi en un combate de 6 jugadores y desafiaría a Tanahashi por su recién ganado Campeonato Peso Pesado de la IWGP en The New Beginning in Osaka. El 11 de febrero, derrotó a Tanahashi y ganó el título por primera vez. Se convirtió en el primer neozelandés en ganar el campeonato, y el primero de Oceanía. White hizo su primera defensa del título en G1 Supercard contra Okada, ganador de la New Japan Cup. White perdió el título en el evento.
En el G1 Climax (2019), White se adjudicó el bloque B con un total de 12 puntos, superando a Tetsuya Naito en su última lucha del bloque. Sin embargo, no tendría éxito en ganar el torneo después de perder ante el ganador del bloque A, Kota Ibushi.
En el evento principal de Destruction en Kobe el 22 de septiembre, White derrotó a Naito para ganar el Campeonato Intercontinental de la IWGP por primera vez en su carrera en el evento principal. En Power Struggle el 3 de noviembre, White defendió con éxito el Campeonato Intercontinental contra Hirooki Goto. Sin embargo, perdió el campeonato ante Naito en Wrestle Kingdom 14 el 4 de enero de 2020, terminando su reinado en 104 días. Siguió esto con una victoria sobre Sanada en The New Beginning in Osaka el 9 de febrero.
Después de una ausencia debido a la pandemia de COVID-19, White regresó en el episodio del 21 de agosto de Strong, haciendo equipo con el socio de Bullet Club, Chase Owens, en una derrota ante Villain Enterprises (Brody King y Flip Gordon). Luego participó en el G1 Climax 2020 en el Bloque A, que terminó con 12 puntos (seis victorias y tres derrotas). En Power Struggle, White derrotó a Kota Ibushi para convertirse en el primer luchador en ganar el certificado de derechos de desafío de los Campeonatos Intercontinentales e Intercontinentales del Tokyo Dome IWGP del ganador del G1 Climax.
En Wrestle Kingdom 15, White perdió ante Ibushi, quien había ganado los Campeonatos Peso Pesado e Intercontinental de IWGP frente al campeón anterior Tetsuya Naito. Durante una conferencia de prensa con la compañía el 5 de enero, White expresó su deseo de dejar NJPW después del New Year Dash!!, afirmando que estaba “tan cerca de la muerte como nunca lo había estado, y con suerte lo estaría." Después de una pausa de un mes, White regresó el 1 de febrero en el programa Road to the New Beginning atacando a Ishii continuando su rivalidad.

### Impact Wrestling (2021-presente)
A través de la afiliación de NJPW con Impact Wrestling, White hizo su debut sin previo aviso para Impact al final del evento Slammiversary el 17 de julio de 2021, enfrentándose al exlíder del Bullet Club Kenny Omega y a los exmiembros del Buller Club Doc Gallows y Karl Anderson.
La semana siguiente, White se enfrentó a Gallows y Anderson, que terminaron en los dos derrotando a White, hasta que Chris Bey, a quien White intentó reclutar para Bullet Club después de Slammiversary, hizo el salvamento. El 29 de julio en el episodio de Impact!, White y Bey perdieron ante Gallows y Anderson. La semana siguiente en Impact!, White acompañó a Bey a su combate contra Juice Robinson, que Bey ganaría. Después del combate, White le entregaría a Bey una camiseta del Bullet Club, dando la bienvenida oficialmente a Bey al grupo.

### All Elite Wrestling (2022, 2023-presente)
En el episodio de AEW Dynamite del 9 de febrero del 2022, hace su debut durante una entrevista en backstage a Rocky Romero y Trent Barreta, Adam Cole y The Young Bucks (Matt Jackson y Nick Jackson) aparecieron para atacarlos, sin embargo, de la nada llegó Jay White, quien sorprendió a Roppongi Vice y al equipo Súper Elite, quienes se detuvieron a ver qué estaba sucediendo.
White regresó en el episodio del 20 de abril de Dynamite, junto con Cole, interrumpiendo el anuncio de Tony Khan y Takami Ohbari de AEW×NJPW: Forbidden Door el 26 de junio, alegando que el evento sería "sobre" The Undisputed Elite y Bullet Club. White volvió una vez más a AEW en la edición especial Road Rager de Dynamite del 15 de junio junto con su recién ganado Campeonato Mundial Peso Pesado de la IWGP, donde con una distracción de Cole, atacó a "Hangman" Adam Page por la espalda con un Bladerunner. Anunció que no defendería el Campeonato Mundial contra Page, antes de negarse a defender el título contra Cole también, para consternación de este último. White apareció en la edición del 22 de junio de Dynamite interrumpiendo a Cole y Page una vez más. White y Cole vencieron a Page, solo para que Kazuchika Okada hiciera su debut en AEW, atacando a White y Cole. Poco después, se anunció un combate a cuatro bandas entre White, Page, Cole y Okada por el Campeonato Mundial Peso Pesado de la IWGP de White para Forbidden Door. En el evento, White retuvo con éxito su campeonato después de vencer a Adam Cole.
En el episodio del 5 de abril del 2023 de AEW Dynamite, hace su debut de manera oficial en la empresa, después de haber salido de NJPW, atacando junto con Juice Robinson a Ricky Starks.

## Vida personal
El 6 de mayo del 2022, White se casó con su novia de toda la vida, Savanna Price. Tiene ciudadanía neozelandesa y holandesa, y su abuelo nació en los Países Bajos. Su formación y residencia temporal en el Reino Unido se atribuye a su pasaporte holandés, que le permitió viajar extensamente por Europa.

## En lucha

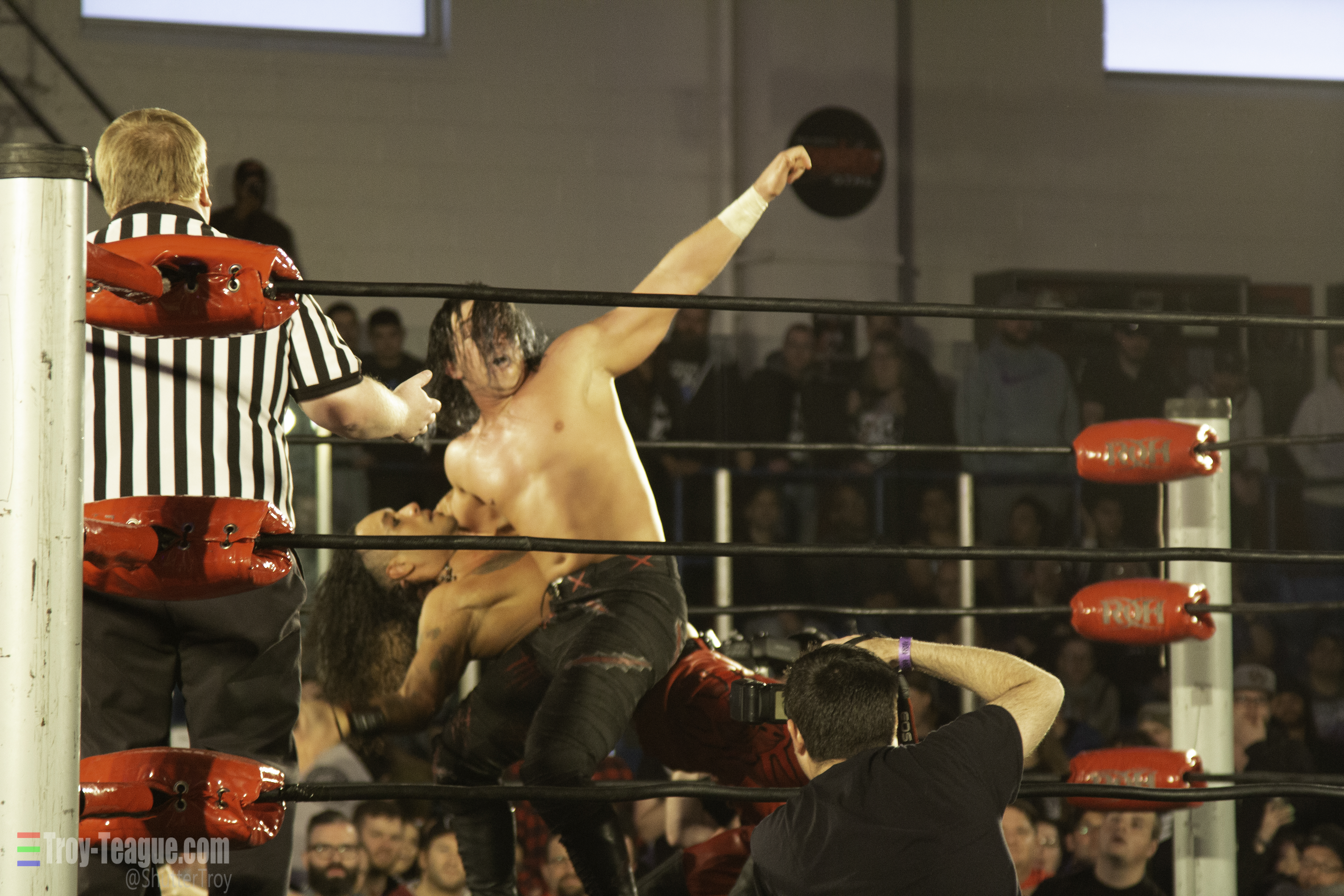
White aplicando su Blade Runner

- Movimientos finales
  - Blade Runner[14] / Shellshock[15] (Swinging reverse STO) – adaptado por Alex Shelley.
  - Kiwi Krusher (Outside leghook fisherman driver)
- Movimientos de firma
  - Boston crab
  - Crossface
  - Dropkick, sometimes from the top rope
  - Knife edge chop
  - Kiwi Krusher (Outside leg-hook fisherman driver)
  - Lariat
  - Leaping followed with back elbow to an oncoming opponent
  - Multiple suplex variations
    - Butterfly
    - Deadlift German, generalmente precedido por un reverse STO
    - Saito
    - Sleeper
    - Snap, into the turnbuckle

  - Running Death Valley driver
  - Running European uppercut, a un oponente acorralado
  - Ura-nage

- Mánagers
  - Gedo
- Apodos
  - "Switchblade"

## Campeonatos y logros
- All Elite Wrestling

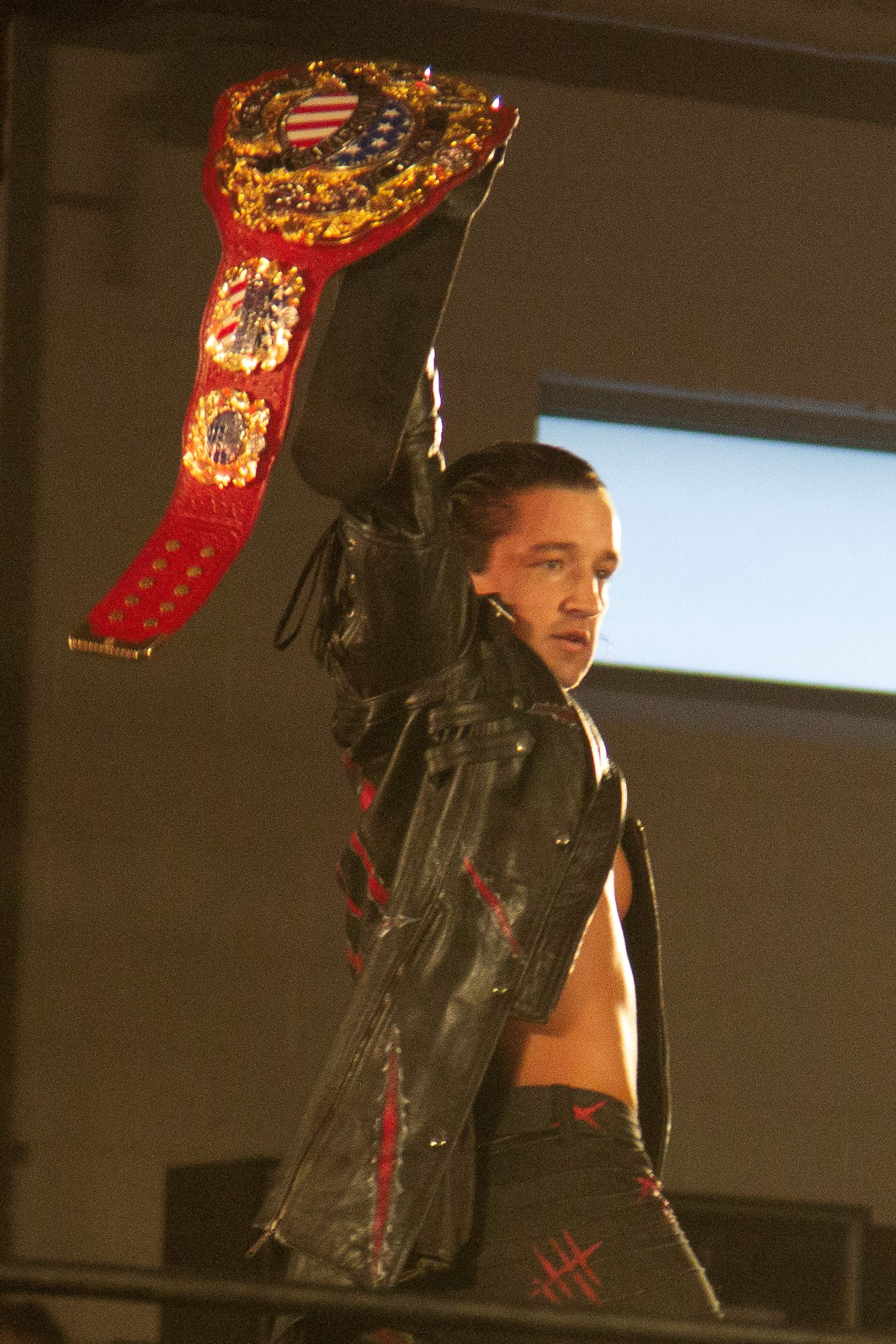
White como Campeón Peso Pesado de los Estados Unidos de la IWGP

  - AEW World Trios Championship (1 vez) — con Austin Gunn y Colten Gunn
- New Japan Pro-Wrestling/NJPW
  - IWGP World Heavyweight Championship (1 vez)
  - IWGP Heavyweight Championship (1 vez)
  - IWGP Intercontinental Championship (1 vez)
  - IWGP United States Heavyweight Championship (1 vez)
  - NEVER Openweight Championship (1 vez)
  - Triple Crown Championship (Quinto)

- Ring of Honor
  - ROH World Six-Man Tag Team Championship (1 vez) — con Austin Gunn y Colten Gunn

- Pro Wrestling Illustrated
  - Situado en el Nº363 en el PWI 500 de 2016[16]
  - Situado en el Nº466 en el PWI 500 de 2017[17]
  - Situado en el Nº44 en los PWI 500 de 2018[18]
  - Situado en el Nº12 en los PWI 500 de 2019[19]
  - Situado en el Nº28 en los PWI 500 de 2020[20]
  - Situado en el Nº39 en los PWI 500 de 2021[21]
  - Situado en el Nº23 en los PWI 500 de 2022[22]
  - Situado en el Nº32 en los PWI 500 de 2023[23]

- Wrestling Observer Newsletter
  - Lucha 5½ estrellas (2019) vs. Kota Ibushi en G1 Climax 2019 - Day 19 (Final) el 12 de agosto
  - Lucha 5¼ estrellas (2021) vs Kota Ibushi en Wrestle Kingdom 15 el 15 de enero
  - Lucha 5¼ estrellas (2023) con Juice Robinson vs. FTR (Cash Wheeler & Dax Harwood) en Collision el 15 de julio